# Dorfkirche Christdorf

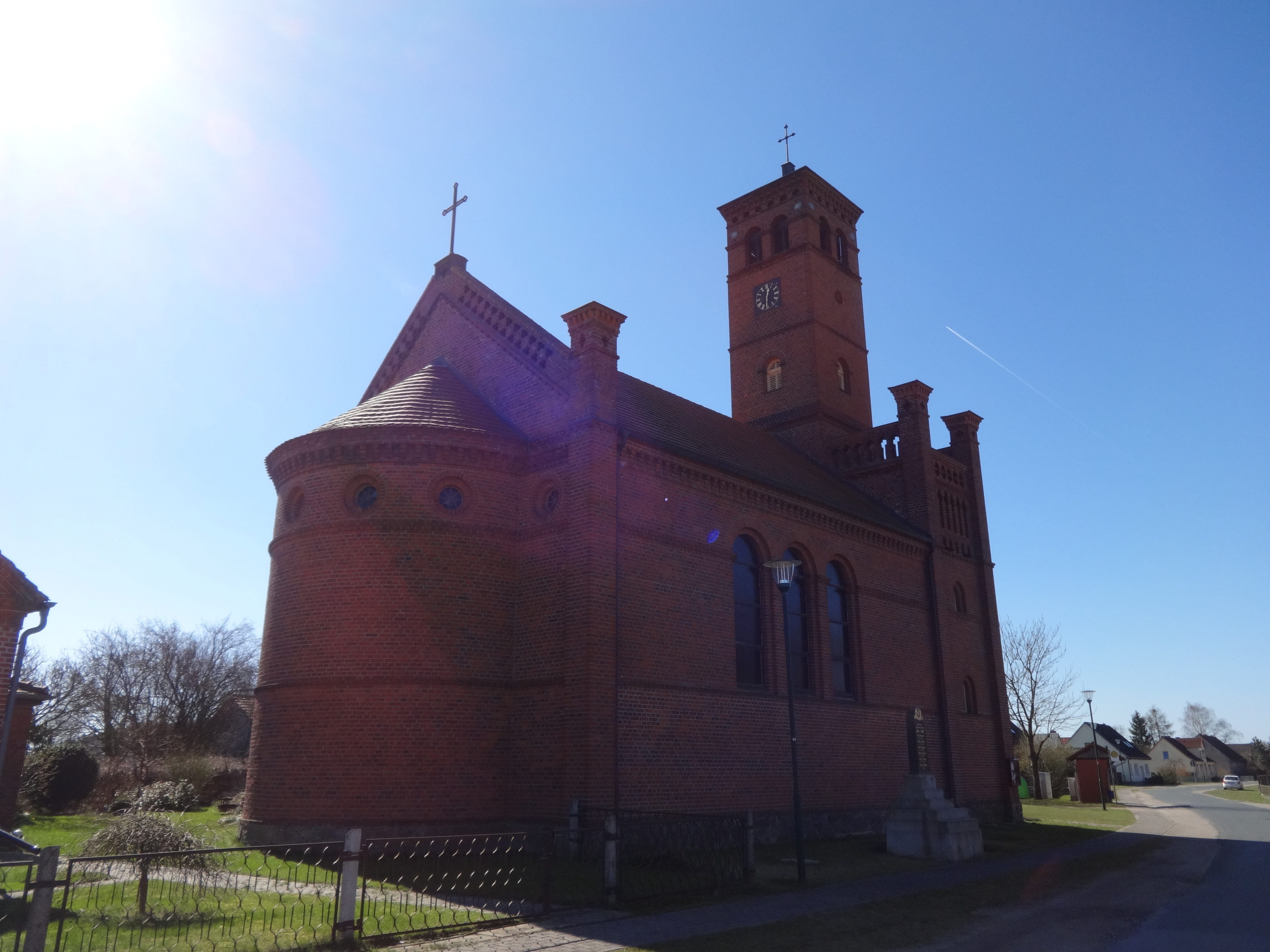
Dorfkirche Christdorf

Die evangelische Dorfkirche Christdorf ist eine Saalkirche des Architekten Friedrich August Stüler in Christdorf, einem Ortsteil von Wittstock/Dosse, einer Stadt im Landkreis Ostprignitz-Ruppin in Brandenburg. Sie gehört zum Kirchenkreis Wittstock-Ruppin der Evangelischen Kirche Berlin-Brandenburg-schlesische Oberlausitz.

## Lage
Das Bauwerk steht südlich der Dorfstraße, die von Südwesten in Richtung Nordosten durch den Ort führt und gleichzeitig die Hauptverbindungsachse der kleinen Gemeinde darstellt.

## Geschichte

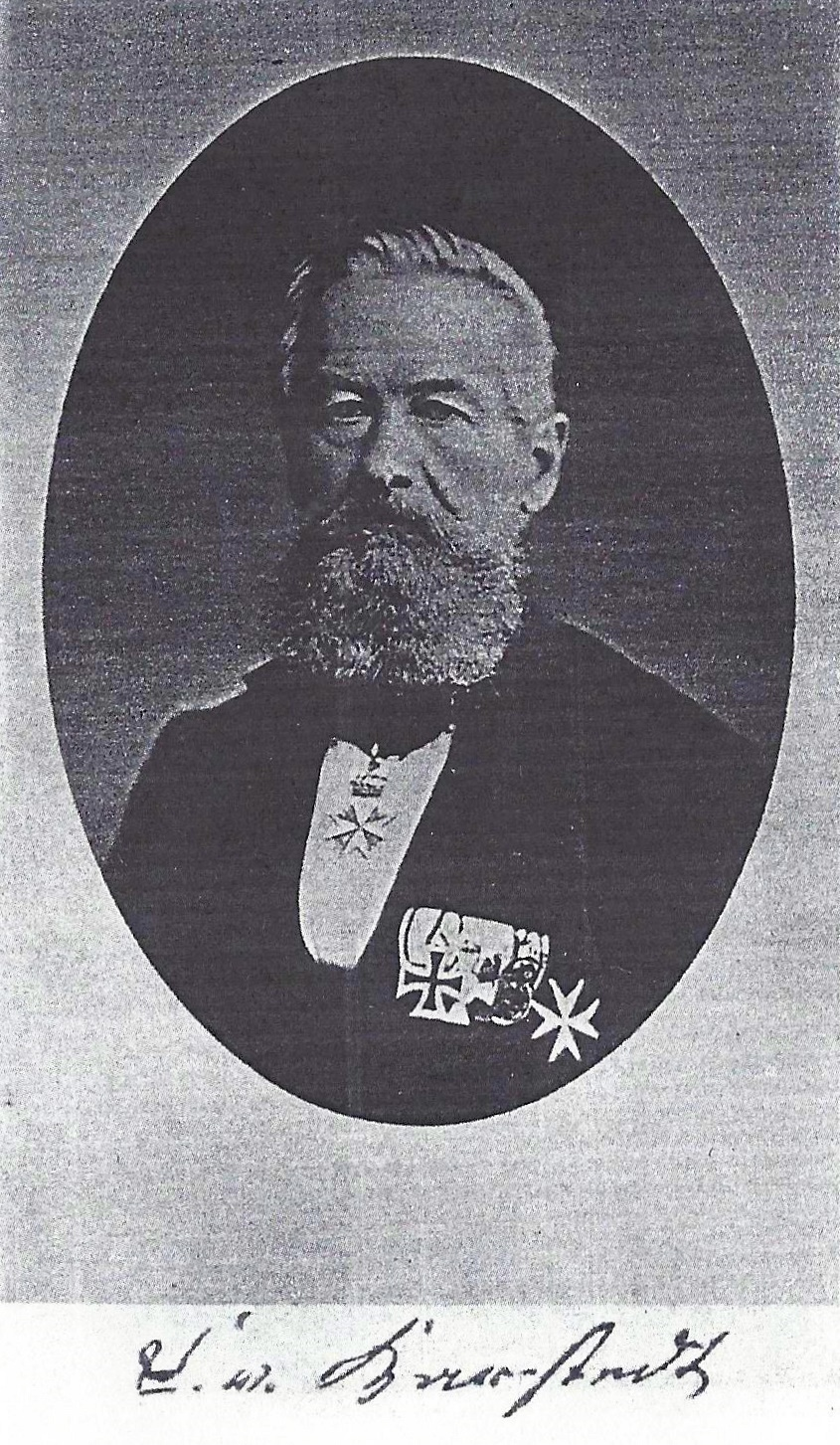
Carl von Karstedt

Stüler hatte von 1835 bis 1840 das Gutshaus von Carl von Karstedt in Fretzdorf umgebaut, nachdem dieser 1835 die Verwaltung der elterlichen Güter übernommen hatte. Von Karstedt war jedoch nicht nur Großgrundbesitzer, sondern hielt auch das Kirchenpatronat über Christdorf. Der Kirchenkreis Wittstock-Ruppin vermutet daher, dass von Karstedt an Stüler herantrat, und ihn um einen Sakralbau bat. In den Jahren 1835 bis 1837 errichteten Handwerker einen Bau, der als „ländliche Schwester“ von St. Peter und Paul in Berlin-Wannsee gilt. Es handelt sich damit um eines der ersten Bauwerke, die Stüler errichten ließ. Er wurde dabei von seinem älteren Bruder Carl Ascan, Regierungsbauinspektor in Pritzwalk, unterstützt. Von 2009 bis 2014 ließ die Kirchengemeinde für rund 127.000 Euro die Gebäudehülle sanieren, die unter anderem durch einen Hausschwamm befallen war. Eine Sanierung des Innenraums sowie der Lütkemüller-Orgel ist in Planung. Weiterhin sollen die Fenster in der Apsis erneuert, die Apsis neu angestrichen und die flache Balkendecke farblich angepasst werden. Die Kosten werden auf 50.000 bis 60.000 Euro geschätzt.

## Baubeschreibung

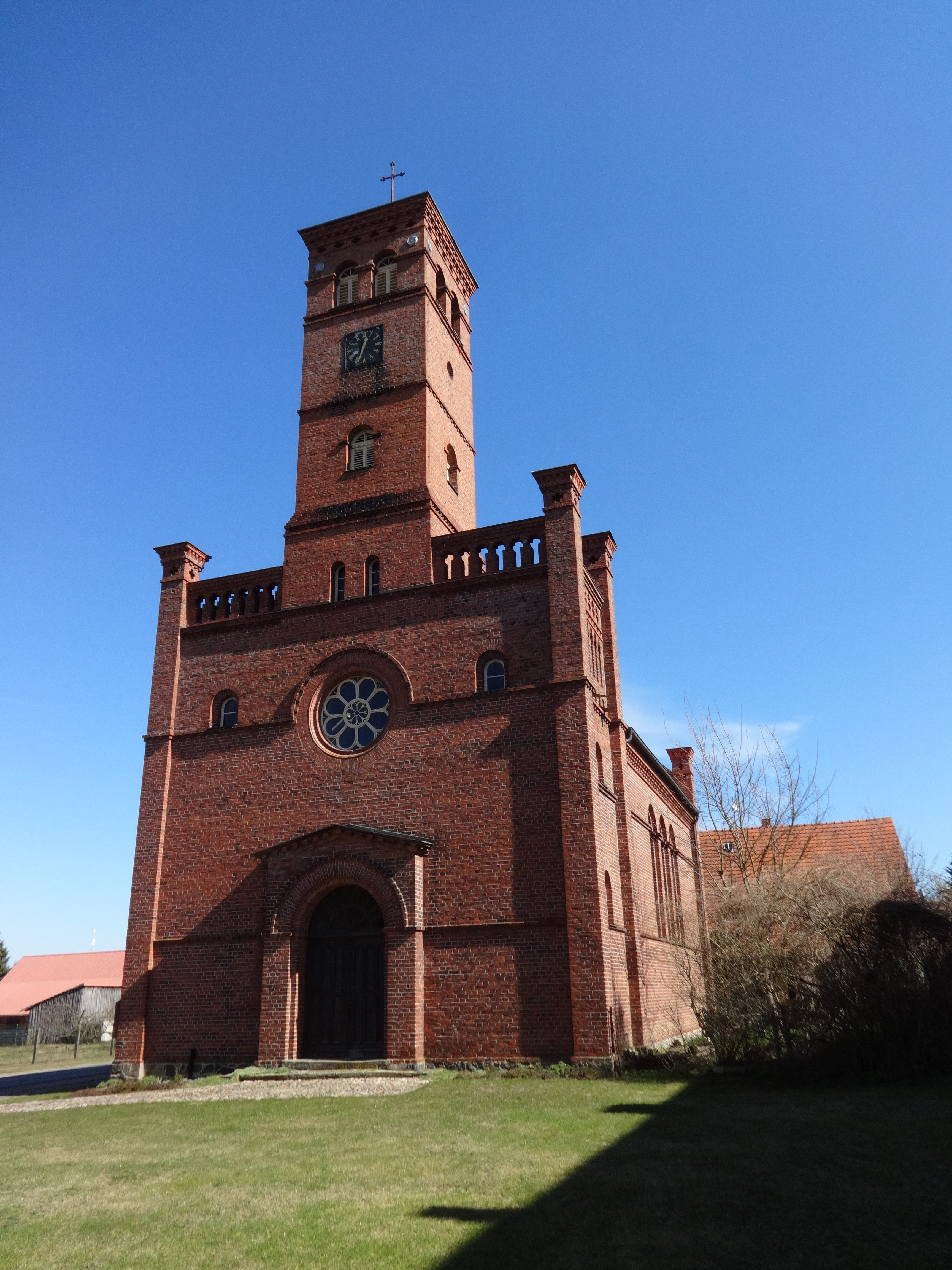
Ansicht von Südwesten

Das gesamte Bauwerk wurde aus rötlichem Mauerstein errichtet und streng architektonisch gegliedert. Die auffälligsten Elemente sind durchlaufende Gesimse, die sich über den gesamten Baukörper in mehreren horizontalen Linien ziehen. So auch an der Apsis. Sie ist halbrund und eingezogen. Ein erstes Gesims ist in Höhe der Fensterbänke am Kirchenschiff, ein weiteres in Höhe der Kämpfer. Darüber sind fünf kreisrunde, kleine Fenster mit gelbem und violettem Glas. Die Dachtraufe ist mit einem Fries verziert, darüber folgt bei der Apsis ein halbkreisförmiges Kegeldach. Die Nord- und Südwand des Kirchenschiffs wird durch die erwähnten Gesimse ebenfalls flächig gegliedert. Mittig sind drei große, segmentbogenförmige Fenster. Die Ecken des Bauwerks werden durch Lisenen betont, die im Dach in Fialtürmchen übergehen und so das Bauwerk in der Senkrechten ebenfalls optisch verlängern. Die Ostwand des Kirchenschiffs hat in Höhe der Apsisfenster an jeder Seite ebenfalls ein kleines und kreisrundes Fenster. Der Giebel ist verziert und trägt in Höhe des Dachfirsts ein Kreuz. Westlich schließt sich ein massiver, viergeschossiger Kirchturm an, der die Breite des Kirchenschiffs aufnimmt. Der Zugang erfolgt über ein rundbogenförmiges, großes Portal mit einem darüber liegenden, kleinen Giebel. In der Höhe der Dachtraufe des Kirchenschiffs ist mittig eine große Fensterrose, daneben je ein kleines, segmentbogenförmiges Fenster. Das mittige Turmobergeschoss schließt sich daran an; seitlich sind je zwei gemauerte Wände mit Kreuzen. Es folgen ein Geschoss mit Fenstern, ein weiteres mit einer Turmuhr an der West- und Ostseite sowie ein Geschoss mit je zwei Klangarkaden pro Seite. Das Pyramidendach schließt ebenfalls mit einem Kreuz ab.

## Ausstattung
Die Ausstattung stammt aus der Bauzeit der Kirche und ist vollständig erhalten. Die Wände sind hellgrau verputzt und mit einem Fugenschnitt verziert. In der Apsis brachten Handwerker einen hellen Stuck auf, der in Höhe der Dachtraufe mit einem gelben Fries verziert wurde. Die mit aufgemalten Weinranken gestaltete Hufeisenempore fußt auf mit hölzernen Stützen, die mit symmetrischen Ornamenten bemalt wurden.
Vor der Südwand des Kirchenschiffs erinnert ein Denkmal an die Gefallenen der Kriege.
Eine detailgetreue Nachbildung des Bauwerks steht im Modellpark Berlin-Brandenburg in Berlin.